# Raja Casablanca in het seizoen 2018/19
In het seizoen 2018/19 komt Raja Casablanca uit in de Botola Maroc Telecom. Ook doet Raja dit seizoen mee in de toernooien om de Coupe du Trône, CAF Confederation Cup en de Arab Club Championship. Vanwege de bekerwinst in het seizoen 2017/18 speelt Raja dit seizoen continentaal voetbal.

## Selectie 2018/19
| Nr.           | Nat.                    | Naam                 | Competitie | Competitie | Beker      | Beker      | CAF CC     | CAF CC     | Totaal     | Totaal     | Geb. Datum        | Vorige club              |
| Nr.           | Nat.                    | Naam                 | W          |            | W          |            | W          |            | W          |            | Geb. Datum        | Vorige club              |
| Doelmannen    | Doelmannen              | Doelmannen           | Doelmannen | Doelmannen | Doelmannen | Doelmannen | Doelmannen | Doelmannen | Doelmannen | Doelmannen | Doelmannen        | Doelmannen               |
| ------------- | ----------------------- | -------------------- | ---------- | ---------- | ---------- | ---------- | ---------- | ---------- | ---------- | ---------- | ----------------- | ------------------------ |
| 1             | Vlag van Marokko        | Anas Zniti           | 9          | 0          | 4          | 0          | 14         | 0          | 27         | 0          | 28 oktober 1988   | FAR Rabat                |
| 12            | Vlag van Marokko        | Mohamed Chennouf     | 0          | 0          | 0          | 0          | 0          | 0          | 0          | 0          | 14 mei 1995       | Eigen jeugd              |
| 22            | Vlag van Marokko        | Amine Zaid           | 0          | 0          | 0          | 0          | 0          | 0          | 0          | 0          | 22 juni 1996      | Eigen jeugd              |
| 88            | Vlag van Marokko        | Mohamed Bouamira     | 3          | 0          | 0          | 0          | 0          | 0          | 3          | 0          | 21 februari 1988  | Chabab Rif Al Hoceima    |
| Verdedigers   |                         |                      |            |            |            |            |            |            |            |            |                   |                          |
| 2             | Vlag van Marokko        | Mohamed Douik        | 9          | 0          | 0          | 0          | 7          | 0          | 16         | 0          | 26 juni 1998      | Eigen jeugd              |
| 3             | Vlag van Marokko        | Imran Fiddi          | 4          | 0          | 0          | 0          | 4          | 0          | 8          | 0          | .. ... 1998       | Eigen jeugd              |
| 4             | Vlag van Kameroen       | Fabrice Gael Ngah    | 2          | 0          | 0          | 0          | 0          | 0          | 2          | 0          | 16 oktober 1997   | Difaa El Jadida          |
| 6             | Vlag van Marokko        | Saad Lakohal         | 2          | 0          | 0          | 0          | 4          | 0          | 6          | 0          | 5 april 1998      | Eigen jeugd              |
| 8             | Vlag van Libië          | Sanad Al Warfali     | 4          | 0          | 2          | 0          | 9          | 0          | 15         | 0          | 17 februari 1992  | Al-Ahly Tripoli          |
| 13            | Vlag van Marokko        | Badr Benoun          | 8          | 1          | 3          | 1          | 14         | 2          | 25         | 4          | 30 september 1993 | Eigen jeugd              |
| 16            | Vlag van Marokko        | Mohamed Oulhaj       | 0          | 0          | 0          | 0          | 1          | 0          | 1          | 0          | 6 januari 1988    | Eigen jeugd              |
| 20            | Vlag van Marokko        | Abdeljalil Jbira     | 4          | 0          | 3          | 0          | 9          | 0          | 16         | 0          | 14 maart 1990     | Kawkab Marrakech         |
| 25            | Vlag van Marokko        | Omar Boutayeb        | 7          | 1          | 4          | 0          | 11         | 0          | 22         | 1          | 10 mei 1994       | Eigen jeugd              |
| 26            | Vlag van Nederland      | Ilias Haddad         | 10         | 0          | 3          | 0          | 4          | 0          | 17         | 0          | 1 maart 1989      | FAR Rabat                |
| Middenvelders |                         |                      |            |            |            |            |            |            |            |            |                   |                          |
| 10            | Vlag van Marokko        | Saifeddine Alami     | 6          | 1          | 1          | 0          | 5          | 0          | 12         | 1          | 19 nov 1992       | Paris FC                 |
| 14            | Vlag van Congo-Kinshasa | Lema Mabidi          | 7          | 0          | 3          | 0          | 8          | 0          | 18         | 0          | 11 juni 1993      | Club Sportif Sfaxien     |
| 17            | Vlag van Marokko        | Zakaria El Wardi     | 1          | 0          | 0          | 0          | 0          | 0          | 1          | 0          | 17 aug 1998       | Moghreb Athletic Tétouan |
| 18            | Vlag van Marokko        | Abdelilah Hafidi     | 6          | 3          | 3          | 3          | 11         | 1          | 20         | 7          | 30 januari 1992   | Eigen jeugd              |
| 19            | Vlag van Senegal        | Ibrahima Niasse      | 8          | 1          | 4          | 0          | 10         | 0          | 22         | 1          | 18 april 1988     | Levadiakos               |
| 23            | Vlag van Marokko        | Salaheddine Bahi     | 6          | 0          | 4          | 0          | 11         | 0          | 21         | 0          | 1 jan 1994        | Chabab Ben Guerir        |
| 55            | Vlag van Marokko        | Abderrahim Achchakir | 6          | 0          | 4          | 0          | 13         | 1          | 23         | 1          | 15 december 1986  | FAR Rabat                |
| Aanvallers    |                         |                      |            |            |            |            |            |            |            |            |                   |                          |
| 7             | Vlag van Marokko        | Zakaria Hadraf       | 9          | 2          | 3          | 0          | 12         | 4          | 24         | 6          | 24 september 1990 | Difaa El Jadida          |
| 9             | Vlag van Marokko        | Mouhcine Iajour      | 10         | 5          | 4          | 1          | 10         | 3          | 24         | 9          | 14 juni 1985      | Al-Khor                  |
| 11            | Vlag van Marokko        | Anas Jabroun         | 11         | 1          | 2          | 0          | 4          | 0          | 17         | 1          | 7 okt 1997        | Moghreb Athletic Tétouan |
| 21            | Vlag van Marokko        | Soufiane Rahimi      | 10         | 1          | 4          | 0          | 14         | 5          | 28         | 6          | 2 juni 1996       | Étoile de Casablanca     |
| 24            | Vlag van Marokko        | Mahmoud Benhalib     | 9          | 2          | 3          | 1          | 12         | 8          | 24         | 11         | 21 maart 1996     | Eigen jeugd              |
| 28            | Vlag van Oeganda        | Muhammad Shaban      | 3          | 0          | 1          | 0          | 2          | 1          | 6          | 1          | 2 juni 1996       | Kampala FC               |
| 30            | Vlag van Marokko        | Ayoub Nanah          | 2          | 0          | 0          | 0          | 0          | 0          | '          | 0          | 13 november 1992  | Difaa El Jadida          |

Laatst bijgewerkt: 23 jan 2019

## Resultaten
| Botola Maroc Telecom | Beker van Marokko | CAF Confederation Cup 2018 | CAF Confederation Cup 2018/19 | Arabische Champions League |
| -------------------- | ----------------- | -------------------------- | ----------------------------- | -------------------------- |
|                      |                   |                            |                               |                            |
| N.n.b.               | Halve finale      | Winnaar                    | N.n.b                         | N.n.b                      |

## Wedstrijdstatistieken

### Oefenwedstrijden
| Oefenwedstrijden 18/19 | Oefenwedstrijden 18/19 | Oefenwedstrijden 18/19                 | Oefenwedstrijden 18/19 | Oefenwedstrijden 18/19              |
| Datum                  | Plaats                 | Wedstrijd                              | Uitslag                | Scoreverloop                        |
| ---------------------- | ---------------------- | -------------------------------------- | ---------------------- | ----------------------------------- |
| 7 juli 2018            | Casablanca             | Raja Casablanca vs Renaissance Zemamra | 3 – 2                  | Iajour, Benoun, Joulale             |
| 12 juli 2018           | Casablanca             | Raja Casablanca vs Racing Casablanca   | 4 – 0                  | Benhalib, Rahimi, Achchakir, Benoun |

## Coupe du Trône
| Coupe du Trône 2018                                    |                                    |                 |                 | |                                   |
| Wedstrijddetails                                       | Thuisploeg                         | Uitslag         | Uitploeg        | Opstelling | Kaarten                           |
| 1/16e ronde                                            |                                    |                 |                 | |                                   |
| 2 sept 2018 18:00 Stade Municipal de Khénifra Khénifra | Chabab Atlas Khénifra              | 0-1             | Raja Casablanca | Zniti Achchakir, Haddad, Benoun, Boutayeb Niasse, Hafidi, Mabidi (61' Hadraf)) Rahimi, Iajour (81' Shaban), Benhalib (77' Bahi)                |                                   |
| 2 sept 2018 18:00 Stade Municipal de Khénifra Khénifra |                                    | 0-1             | 74' Hafidi      | Zniti Achchakir, Haddad, Benoun, Boutayeb Niasse, Hafidi, Mabidi (61' Hadraf)) Rahimi, Iajour (81' Shaban), Benhalib (77' Bahi)                |                                   |
| 1/8ste finale                                          |                                    |                 |                 | |                                   |
| 12 sept 2018 21:00 Stade Mohammed V Casablanca         | Raja Casablanca                    | 3-1             | KAC Kenitra     | Zniti Boutayeb, Haddad (64' Bahi), Benoun, Jbira Achchakir, Alami (64' Rahimi), Niasse Benhalib, Iajour (76' Hadraf), Hafidi                   | 54' Haddad 75' Niasse             |
| 12 sept 2018 21:00 Stade Mohammed V Casablanca         | 13' Iajour 50' Hafidi 69' Benhalib | 1-0 1-1 2-1 3-1 | 38' Oumarou     | Zniti Boutayeb, Haddad (64' Bahi), Benoun, Jbira Achchakir, Alami (64' Rahimi), Niasse Benhalib, Iajour (76' Hadraf), Hafidi                   | 54' Haddad 75' Niasse             |
| Kwart finale                                           |                                    |                 |                 | |                                   |
| 7 okt 2018 19:00 Stade Municipal de Oued Zem Oued Zem  | Rapide Oued Zem                    | 0-1             | Raja Casablanca | Zniti Boutayeb, Benoun, Al Warfali, Dinda Niasse (96' Haddad), Achchakir, Bahi (79' Jabroun), Mabidi Rahimi, Iajour (87' Jbira)                | 88' Jabroun 92' Mabidi            |
| 7 okt 2018 19:00 Stade Municipal de Oued Zem Oued Zem  |                                    | 0-1             | 22' Benoun      | Zniti Boutayeb, Benoun, Al Warfali, Dinda Niasse (96' Haddad), Achchakir, Bahi (79' Jabroun), Mabidi Rahimi, Iajour (87' Jbira)                | 88' Jabroun 92' Mabidi            |
| Halve finale                                           |                                    |                 |                 | |                                   |
| 2 nov 2018 18:00 Grand Stade de Tanger Tanger          | Raja Casablanca                    | 1-1 (3-4 pen.)  | Wydad de Fes    | Zniti Boutayeb, Achchakir (92' Benhalib}, Al Warfali, Jbira (89' Dinda) Niasse, Hafidi, Mabidi (72' Jabroun) Hadraf (65' Bahi), Iajour, Rahimi | 26' Jbira 48' Boutayeb 94' Hafidi |
| 2 nov 2018 18:00 Grand Stade de Tanger Tanger          | 20' Hafidi                         | 1-0 1-1         | 76' Baala       | Zniti Boutayeb, Achchakir (92' Benhalib}, Al Warfali, Jbira (89' Dinda) Niasse, Hafidi, Mabidi (72' Jabroun) Hadraf (65' Bahi), Iajour, Rahimi | 26' Jbira 48' Boutayeb 94' Hafidi |

## Botola Maroc Telecom

### Wedstrijden
| Wedstrijddetails                               | Thuisploeg                                                        | Uitslag                 | Uitploeg               | Opstelling | Kaarten                                           |
| ---------------------------------------------- | ----------------------------------------------------------------- | ----------------------- | ---------------------- | --- | ------------------------------------------------- |
| 25 aug 2018 21:30 Stade Mohammed V Casablanca  | Raja Casablanca                                                   | 6-0                     | Chabab Rif Al Hoceima  | Zniti Boutayeb, Al Warfali, Benoun, Jbira Bahi, Alami (62' Benhalib), Niasse (71' Jabroun) Hafidi, Rahimi (50' Iajour), Hadraf     | 6' Rahimi 15' Alami                               |
| 25 aug 2018 21:30 Stade Mohammed V Casablanca  | 7' Alami 34' Rahimi 56' Iajour 68' Iajour 80' Hadraf 82' Boutayeb | 1-0 2-0 3-0 4-0 5-0 6-0 |                        | Zniti Boutayeb, Al Warfali, Benoun, Jbira Bahi, Alami (62' Benhalib), Niasse (71' Jabroun) Hafidi, Rahimi (50' Iajour), Hadraf     | 6' Rahimi 15' Alami                               |
| 20 okt 2018 17:00 Complexe OCP Khouribga       | Olympique Khouribga                                               | 1-1                     | Raja Casablanca        | Zniti Boutayeb, Achchakir, Benoun, Dinda Mabidi, Alami (29' Haddad), Niasse Jabroun (46' Al Warfali), Iajour, Hadraf (72' Rahimi)  | 21' Benoun                                        |
| 20 okt 2018 17:00 Complexe OCP Khouribga       | 90' Hajhouj (p.)                                                  | 0-1 1-1                 | 4' Niasse              | Zniti Boutayeb, Achchakir, Benoun, Dinda Mabidi, Alami (29' Haddad), Niasse Jabroun (46' Al Warfali), Iajour, Hadraf (72' Rahimi)  | 21' Benoun                                        |
| 7 nov 2018 18:00 Grand Stade de Tanger Tanger  | Ittihad Tanger                                                    | 1-1                     | Raja Casablanca        | Zniti Boutayeb, Haddad, Al Warfali, Dinda (64' Jbira) Douik, Hafidi, Niasse (77' Jabroun), Bouain (55' Iajour) Hadraf, Rahimi      | 25' Haddad 62' Rahimi 63' Hafidi                  |
| 7 nov 2018 18:00 Grand Stade de Tanger Tanger  | 45' El Ghrib                                                      | 1-0 1-1                 | 79' Hafidi             | Zniti Boutayeb, Haddad, Al Warfali, Dinda (64' Jbira) Douik, Hafidi, Niasse (77' Jabroun), Bouain (55' Iajour) Hadraf, Rahimi      | 25' Haddad 62' Rahimi 63' Hafidi                  |
| 11 nov 2018 15:00 Stade Père-Jégo Casablanca   | Raja Casablanca                                                   | 2-0                     | Kawkab Marrakech       | Zniti Boutayeb, Benoun, Haddad, Jbira (40' Dinda) Niasse, Hafidi, Douik Rahimi (89' Bouain), Shaban (74' Mabidi), Hadraf           | 20' Niasse 24' Benoun 44' Douik 55' Boutayeb      |
| 11 nov 2018 15:00 Stade Père-Jégo Casablanca   | 2' Benoun (p.) 30' Hafidi                                         | 1-0 2-0                 |                        | Zniti Boutayeb, Benoun, Haddad, Jbira (40' Dinda) Niasse, Hafidi, Douik Rahimi (89' Bouain), Shaban (74' Mabidi), Hadraf           | 20' Niasse 24' Benoun 44' Douik 55' Boutayeb      |
| 17 nov 2018 16:00 Stade Adrar Agadir           | Hassania Agadir                                                   | 0-0                     | Raja Casablanca        | Bouamira Fiddi, Benoun (84' Lakohal), Haddad, Dinda Bahi, Alami (65' Benhalib), Douik Bouain, Iajour, Jabroun (65' Shaban)         | 88' Bouain 91' Iajour                             |
| 17 nov 2018 16:00 Stade Adrar Agadir           |                                                                   |                         |                        | Bouamira Fiddi, Benoun (84' Lakohal), Haddad, Dinda Bahi, Alami (65' Benhalib), Douik Bouain, Iajour, Jabroun (65' Shaban)         | 88' Bouain 91' Iajour                             |
| 7 dec 2018 17:30 Stade Mohammed V Casablanca   | FUS Rabat                                                         | 1-0                     | Raja Casablanca        | Zniti Boutayeb, Achchakir, Benoun, Dinda Niasse (79' Bouain), Douik (60' Mabidi), Jabroun Rahimi, Shaban (60' Hadraf), Benhalib    | 56' Benoun 62' Mabidi                             |
| 7 dec 2018 17:30 Stade Mohammed V Casablanca   | 18' Benarif                                                       | 1-0                     |                        | Zniti Boutayeb, Achchakir, Benoun, Dinda Niasse (79' Bouain), Douik (60' Mabidi), Jabroun Rahimi, Shaban (60' Hadraf), Benhalib    | 56' Benoun 62' Mabidi                             |
| 19 dec 2018 20:00 Stade Mohammed V Casablanca  | Raja Casablanca                                                   | 3-2                     | Rapide Oued Zem        | Bouamira Boutayeb (22' Haddad), Achchakir, Benoun, Jbira Niasse, Mabidi, Jabroun (63' Rahimi) Hadraf (73' Dinda), Iajour, Benhalib | 45+1' Benoun 52' Achchakir 75' Benhalib 85' Dinda |
| 19 dec 2018 20:00 Stade Mohammed V Casablanca  | 20' Iajour 44' Jabroun (p.) 50' Hadraf                            | 1-0 1-1 2-1 3-1 3-2     | 29' Boudali 92' Diarra | Bouamira Boutayeb (22' Haddad), Achchakir, Benoun, Jbira Niasse, Mabidi, Jabroun (63' Rahimi) Hadraf (73' Dinda), Iajour, Benhalib | 45+1' Benoun 52' Achchakir 75' Benhalib 85' Dinda |
| 26 dec 2018 15:00 Stade Municipal Berrechid    | Youssoufia Berrechid                                              | 1-2                     | Raja Casablanca        | Zniti Achchakir, Benoun, Haddad, Fiddi Mabidi (64' Iajour), Jabroun (72' Douik), Niasse (77' Alami) Hadraf, Rahimi, Benhalib       | 44' Haddad 83' Douik 88' Rahimi                   |
| 26 dec 2018 15:00 Stade Municipal Berrechid    | 53' Naciri                                                        | 0-1 1-1 1-2             | 8' Benhalib 90' Iajour | Zniti Achchakir, Benoun, Haddad, Fiddi Mabidi (64' Iajour), Jabroun (72' Douik), Niasse (77' Alami) Hadraf, Rahimi, Benhalib       | 44' Haddad 83' Douik 88' Rahimi                   |
| 30 dec 2018 15:00 Stade Père-Jégo Casablanca   | Raja Casablanca                                                   | 1-1                     | RS Berkane             | Zniti Fiddi, Haddad (46' Lakohal),Benoun, Dinda (62' Mabidi) Rahimi, Bahi (62' Douik), Jabroun Hadraf, Iajour, Benhalib            | 22' Bahi 69' Benoun 78' Rahimi 89' Zniti          |
| 30 dec 2018 15:00 Stade Père-Jégo Casablanca   | 97' Benhalib (p.)                                                 | 0-1 1-1                 |                        | Zniti Fiddi, Haddad (46' Lakohal),Benoun, Dinda (62' Mabidi) Rahimi, Bahi (62' Douik), Jabroun Hadraf, Iajour, Benhalib            | 22' Bahi 69' Benoun 78' Rahimi 89' Zniti          |
| 2 jan 2018 15:00 Stade Municipal Oujda         | Mouloudia Oujda                                                   | 1-1                     | Raja Casablanca        | Zniti Fiddi, Haddad, Al Warfali (46' Bahi), Dinda (57' Hafidi) Douik, Alami, Mabidi Benhalib, Iajour, Jabroun (56' Rahimi)         | 19' Douik 30' Al Warfali 90' Iajour               |
| 2 jan 2018 15:00 Stade Municipal Oujda         |                                                                   | 1-0 1-1                 | 90' Iajour             | Zniti Fiddi, Haddad, Al Warfali (46' Bahi), Dinda (57' Hafidi) Douik, Alami, Mabidi Benhalib, Iajour, Jabroun (56' Rahimi)         | 19' Douik 30' Al Warfali 90' Iajour               |
| 6 jan 2019 14:00 Stade de Marrakech Marrakech  | Raja Casablanca                                                   | 0-1                     | Wydad Casablanca       | Zniti Douik, Achchakir, Haddad, Ngah Niasse, Hafidi (72' Benhalib), Bahi (87' Nanah) Rahimi, Iajour (72' Jabroun), Hadraf          | 40' Bahi 42' Haddad 82' Rahimi 82' Hadraf         |
| 6 jan 2019 14:00 Stade de Marrakech Marrakech  |                                                                   | 0-1                     | 79' El Haddad          | Zniti Douik, Achchakir, Haddad, Ngah Niasse, Hafidi (72' Benhalib), Bahi (87' Nanah) Rahimi, Iajour (72' Jabroun), Hadraf          | 40' Bahi 42' Haddad 82' Rahimi 82' Hadraf         |
| 17 jan 2019 15:00 Stade Père-Jégo Casablanca   | Raja Casablanca                                                   | 1-1                     | MA Tetouan             | Bouamira Douik (46' Boutayeb), Achchakir, Haddad, Ngah Jabroun, Alami (61' Hafidi), Bahi (77' El Wardi) Benhalib, Nanah, Iajour    | 56' Boutayeb 92' Jabroun                          |
| 17 jan 2019 15:00 Stade Père-Jégo Casablanca   | 68' Hafidi                                                        | 0-1 1-1                 | 63' Bellaaroussi       | Bouamira Douik (46' Boutayeb), Achchakir, Haddad, Ngah Jabroun, Alami (61' Hafidi), Bahi (77' El Wardi) Benhalib, Nanah, Iajour    | 56' Boutayeb 92' Jabroun                          |
| 23 jan 2018 15:00 Stade de Marrakech Marrakech | Raja Casablanca                                                   | -                       | FAR Rabat              | |                                                   |
| 23 jan 2018 15:00 Stade de Marrakech Marrakech |                                                                   |                         |                        | |                                                   |
| .. ... 2018 --:-- Stade Mohammed V Casablanca  | -                                                                 | -                       | -                      | |                                                   |
| .. ... 2018 --:-- Stade Mohammed V Casablanca  |                                                                   |                         |                        | |                                                   |
| .. ... 2018 --:-- Stade Mohammed V Casablanca  | -                                                                 | -                       | -                      | |                                                   |
| .. ... 2018 --:-- Stade Mohammed V Casablanca  |                                                                   |                         |                        | |                                                   |

| Wedstrijddetails                              | Thuisploeg | Uitslag | Uitploeg | Opstelling | Kaarten |
| --------------------------------------------- | ---------- | ------- | -------- | ---------- | ------- |
| Terugronde                                    |            |         |          |            |         |
| .. ... 2019 --:-- Stade Mohammed V Casablanca | -          | -       | -        |            |         |
| .. ... 2019 --:-- Stade Mohammed V Casablanca |            |         |          |            |         |
| .. ... 2019 --:-- Stade Mohammed V Casablanca | -          | -       | -        |            |         |
| .. ... 2019 --:-- Stade Mohammed V Casablanca |            |         |          |            |         |
| .. ... 2019 --:-- Stade Mohammed V Casablanca | -          | -       | -        |            |         |
| .. ... 2019 --:-- Stade Mohammed V Casablanca |            |         |          |            |         |
| .. ... 2019 --:-- Stade Mohammed V Casablanca | -          | -       | -        |            |         |
| .. ... 2019 --:-- Stade Mohammed V Casablanca |            |         |          |            |         |
| .. ... 2019 --:-- Stade Mohammed V Casablanca | -          | -       | -        |            |         |
| .. ... 2019 --:-- Stade Mohammed V Casablanca |            |         |          |            |         |
| .. ... 2019 --:-- Stade Mohammed V Casablanca | -          | -       | -        |            |         |
| .. ... 2019 --:-- Stade Mohammed V Casablanca |            |         |          |            |         |
| .. ... 2019 --:-- Stade Mohammed V Casablanca | -          | -       | -        |            |         |
| .. ... 2019 --:-- Stade Mohammed V Casablanca |            |         |          |            |         |
| .. ... 2019 --:-- Stade Mohammed V Casablanca | -          | -       | -        |            |         |
| .. ... 2019 --:-- Stade Mohammed V Casablanca |            |         |          |            |         |
| .. ... 2019 --:-- Stade Mohammed V Casablanca | -          | -       | -        |            |         |
| .. ... 2019 --:-- Stade Mohammed V Casablanca |            |         |          |            |         |
| .. ... 2019 --:-- Stade Mohammed V Casablanca | -          | -       | -        |            |         |
| .. ... 2019 --:-- Stade Mohammed V Casablanca |            |         |          |            |         |
| .. ... 2019 --:-- Stade Mohammed V Casablanca | -          | -       | -        |            |         |
| .. ... 2019 --:-- Stade Mohammed V Casablanca |            |         |          |            |         |
| .. ... 2019 --:-- Stade Mohammed V Casablanca | -          | -       | -        |            |         |
| .. ... 2019 --:-- Stade Mohammed V Casablanca |            |         |          |            |         |
| .. ... 2019 --:-- Stade Mohammed V Casablanca | -          | -       | -        |            |         |
| .. ... 2019 --:-- Stade Mohammed V Casablanca |            |         |          |            |         |
| .. ... 2019 --:-- Stade Mohammed V Casablanca | -          | -       | -        |            |         |
| .. ... 2019 --:-- Stade Mohammed V Casablanca |            |         |          |            |         |
| .. ... 2019 --:-- Stade Mohammed V Casablanca | -          | -       | -        |            |         |
| .. ... 2019 --:-- Stade Mohammed V Casablanca |            |         |          |            |         |

## CAF Confederation Cup 2018

### Groepsfase
| CAF Confederation Cup 2018                              |                                                                      |                         |                                      | |                       |
| Wedstrijddetails                                        | Thuisploeg                                                           | Uitslag                 | Uitploeg                             | Opstelling | Kaarten               |
| Groepsfase                                              |                                                                      |                         |                                      | |                       |
| 6 mei 2018 21:00 Stade Mohammed V Casablanca            | Raja Casablanca                                                      | 0-0                     | AS Vita Club                         | Zniti Boutayeb, Lakohal, Achchakir, Jbira Mabidi (73' El Ouadi), Obbadi, Khadrouf (55' Hafidi) Hadraf (78' Khaldane), Iajour, Benhalib | 90' Obbadi            |
| 6 mei 2018 21:00 Stade Mohammed V Casablanca            |                                                                      |                         |                                      | Zniti Boutayeb, Lakohal, Achchakir, Jbira Mabidi (73' El Ouadi), Obbadi, Khadrouf (55' Hafidi) Hadraf (78' Khaldane), Iajour, Benhalib | 90' Obbadi            |
| 16 mei 2018 15:00 Agyeman Badu Stadium Dormaa Ahenkro   | Aduana Stars                                                         | 3-3                     | Raja Casablanca                      | Zniti Boutayeb, Lakohal, Benoun, Jbira Achchakir, Douik, Mabidi Hadraf (86' Khaldane), Iajour (76' Joulale), Benhalib                  | 85' Achchakir         |
| 16 mei 2018 15:00 Agyeman Badu Stadium Dormaa Ahenkro   | 21' Ulitch 49' Amankwah 95' Asamoah                                  | 0-1 1-1 1-2 2-2 2-3 3-3 | 11' Benhalib 39' Mabidi 61' Benhalib | Zniti Boutayeb, Lakohal, Benoun, Jbira Achchakir, Douik, Mabidi Hadraf (86' Khaldane), Iajour (76' Joulale), Benhalib                  | 85' Achchakir         |
| 18 juli 2018 17:00 Stade Félix Houphouët-Boigny Abidjan | ASEC Mimosas                                                         | 0-1                     | Raja Casablanca                      | Zniti Boutayeb, Lakohal, Benoun, Jbira Niasse, Bahi, Bouain (61' Benhalib) Rahimi, Hadraf (82' Douik), Jabroun (58' Mabidi)            | 52' Bouain 82' Hadraf |
| 18 juli 2018 17:00 Stade Félix Houphouët-Boigny Abidjan |                                                                      | 0-1                     | 73' Benhalib (p.)                    | Zniti Boutayeb, Lakohal, Benoun, Jbira Niasse, Bahi, Bouain (61' Benhalib) Rahimi, Hadraf (82' Douik), Jabroun (58' Mabidi)            | 52' Bouain 82' Hadraf |
| 29 juli 2018 21:00 Stade Mohammed V Casablanca          | Raja Casablanca                                                      | 4-0                     | ASEC Mimosas                         | Zniti Boutayeb, Achchakir, Benoun, Jbira Niasse, Bahi Rahimi (66' Alami), Jabroun (59' Iajour), Benhalib Hadraf (74' Bouain)           | 47' Rahimi            |
| 29 juli 2018 21:00 Stade Mohammed V Casablanca          | 18' Benhalib 28' Hadraf 45+1' Hadraf 61' Benhalib (p.)               | 1-0 2-0 3-0 4-0         |                                      | Zniti Boutayeb, Achchakir, Benoun, Jbira Niasse, Bahi Rahimi (66' Alami), Jabroun (59' Iajour), Benhalib Hadraf (74' Bouain)           | 47' Rahimi            |
| 19 aug 2018 15:00 Stade des Martyrs Kinshasa            | AS Vita Club                                                         | 2-0                     | Raja Casablanca                      | Zniti Boutayeb, Al Warfali, Benoun, Jbira (69' Mabidi) Niasse (69' Hadraf), Achchakir, Bahi (54' Hafidi) Benhalib, Iajour, Rahimi      | 76' Achchakir         |
| 19 aug 2018 15:00 Stade des Martyrs Kinshasa            | 50' Ngoma 59' Makusu                                                 | 1-0 2-0                 |                                      | Zniti Boutayeb, Al Warfali, Benoun, Jbira (69' Mabidi) Niasse (69' Hadraf), Achchakir, Bahi (54' Hafidi) Benhalib, Iajour, Rahimi      | 76' Achchakir         |
| 29 aug 2018 21:00 Stade Mohammed V Casablanca           | Raja Casablanca                                                      | 6-0                     | Aduana Stars                         | Zniti Boutayeb (56' Alami), Al Warfali, Benoun, Jbira Niasse, Hafidi (46' Achchakir), Bahi Hadraf, Iajour (52' Benhalib) , Rahimi      |                       |
| 29 aug 2018 21:00 Stade Mohammed V Casablanca           | 3' Iajour 15' Iajour 30' Hadraf 33' Rahimi 67' Benhalib 83' Benhalib | 1-0 2-0 3-0 4-0 5-0 6-0 |                                      | Zniti Boutayeb (56' Alami), Al Warfali, Benoun, Jbira Niasse, Hafidi (46' Achchakir), Bahi Hadraf, Iajour (52' Benhalib) , Rahimi      |                       |

### Groepsfase CAF Confederation Cup
Groep A
| Pos. | Land            | GW | W | G | V | DV | DT | +/- | Ptn. |
| ---- | --------------- | -- | - | - | - | -- | -- | --- | ---- |
| 1    | Raja Casablanca | 6  | 3 | 2 | 1 | 14 | 5  | +9  | 11   |
| 2    | AS Vita Club    | 6  | 3 | 1 | 2 | 8  | 5  | +3  | 10   |
| 3    | Aduana Stars    | 6  | 3 | 0 | 3 | 6  | 8  | -2  | 9    |
| 4    | ASEC Mimosas    | 6  | 1 | 1 | 4 | 5  | 15 | -10 | 4    |

| CAF Confederation Cup 2018                                   |                                         |                 |                         | |                                      |
| Wedstrijddetails                                             | Thuisploeg                              | Uitslag         | Uitploeg                | Opstelling | Kaarten                              |
| Kwart finale                                                 |                                         |                 |                         | |                                      |
| 16 sept 2018 15:00 Stade Alphonse Massemba-Débat Brazzaville | CARA Brazzaville                        | 1-2             | Raja Casablanca         | Zniti Boutayeb, Al Warfali, Benoun, Jbira Niasse, Bahi, Achchakir Hafidi (69' Iajour), Rahimi (86' Bouain), Hadraf (60' Benhalib)    | 45' Bahi                             |
| 16 sept 2018 15:00 Stade Alphonse Massemba-Débat Brazzaville | 71' Kivutuka                            | 0-1 1-1 1-2     | 46' Rahimi 79' Benhalib | Zniti Boutayeb, Al Warfali, Benoun, Jbira Niasse, Bahi, Achchakir Hafidi (69' Iajour), Rahimi (86' Bouain), Hadraf (60' Benhalib)    | 45' Bahi                             |
| 16 sept 2018 18:00 Stade Mohammed V Casablanca               | Raja Casablanca                         | 1-0             | CARA Brazzaville        | Zniti Boutayeb, Al Warfali, Benoun, Jbira Achchakir, Hafidi (86' Jabroun), Bahi Rahimi, Iajour (64' Bouain), Benhalib (75' Niasse)   |                                      |
| 16 sept 2018 18:00 Stade Mohammed V Casablanca               | 3' Iajour                               | 1-0             |                         | Zniti Boutayeb, Al Warfali, Benoun, Jbira Achchakir, Hafidi (86' Jabroun), Bahi Rahimi, Iajour (64' Bouain), Benhalib (75' Niasse)   |                                      |
| Halve finale                                                 |                                         |                 |                         | |                                      |
| 3 okt 2018 15:00 Enyimba International Stadium Aba           | Enyimba FC                              | 0-1             | Raja Casablanca         | Zniti Boutayeb, Benoun; Al Warfali, Jbira Mabidi, Achchakir, Niasse Hafidi (84' Bahi), Rahimi (74' Iajour), Hadraf (87' Alami)       | 63' Al Warfali 73' Benoun 87' Hadraf |
| 3 okt 2018 15:00 Enyimba International Stadium Aba           |                                         | 0-1             | 48' Hafidi              | Zniti Boutayeb, Benoun; Al Warfali, Jbira Mabidi, Achchakir, Niasse Hafidi (84' Bahi), Rahimi (74' Iajour), Hadraf (87' Alami)       | 63' Al Warfali 73' Benoun 87' Hadraf |
| 24 okt 2018 21:00 Stade Mohammed V Casablanca                | Raja Casablanca                         | 2-1             | Enyimba FC              | Zniti Boutayeb, Benoun; Al Warfali, Jbira Mabidi, Achchakir, Niasse Rahimi (78' Iajour), Benhalib (71' Hafidi), Hadraf (87' Bahi)    | 27' Mabidi                           |
| 24 okt 2018 21:00 Stade Mohammed V Casablanca                | 45' Hadraf 89' Oladuntoye (OG)          | 1-0 2-0 2-1     | 89' Bashir              | Zniti Boutayeb, Benoun; Al Warfali, Jbira Mabidi, Achchakir, Niasse Rahimi (78' Iajour), Benhalib (71' Hafidi), Hadraf (87' Bahi)    | 27' Mabidi                           |
| Finales                                                      |                                         |                 |                         | |                                      |
| 25 nov 2018 20:00 Stade Mohammed V Casablanca                | Raja Casablanca                         | 3-0             | AS Vita Club            | Zniti Achchakir, Benoun (92' Lakohal); Al Warfali, Boutayeb Mabidi (84' Douik), Hafidi, Niasse Rahimi (76' Iajour), Benhalib, Hadraf | FT' Iajour                           |
| 25 nov 2018 20:00 Stade Mohammed V Casablanca                | 47' Rahimi 61' Rahimi 65' Benhalib (p.) | 1-0 2-0 3-0     |                         | Zniti Achchakir, Benoun (92' Lakohal); Al Warfali, Boutayeb Mabidi (84' Douik), Hafidi, Niasse Rahimi (76' Iajour), Benhalib, Hadraf | FT' Iajour                           |
| 2 dec 2018 20:00 Stade des Martyrs Kinshasa                  | AS Vita Club                            | 3-1 (Agg: 3-4)  | Raja Casablanca         | Zniti Achchakir, Benoun; Al Warfali, Boutayeb Mabidi (86' Oulhaj), Hafidi (31' Douik), Niasse Rahimi, Benhalib, Hadraf (77' Bouain)  | 87' Rahimi                           |
| 2 dec 2018 20:00 Stade des Martyrs Kinshasa                  | 45+3' Mundele 71' Batezadio 74' Ngoma   | 0-1 1-1 2-1 3-1 | 20' Hafidi              | Zniti Achchakir, Benoun; Al Warfali, Boutayeb Mabidi (86' Oulhaj), Hafidi (31' Douik), Niasse Rahimi, Benhalib, Hadraf (77' Bouain)  | 87' Rahimi                           |

## CAF Confederation Cup 2018/19
| CAF Confederation Cup 2018/19                            |                                                                          |                     |                       | |                                          |
| Wedstrijddetails                                         | Thuisploeg                                                               | Uitslag             | Uitploeg              | Opstelling | Kaarten                                  |
| 1ste ronde                                               |                                                                          |                     |                       | |                                          |
| 16 december 2018 17:00 Stade Mohammed V Casablanca       | Raja Casablanca                                                          | 5-0                 | Centre Mbérie Sportif | Zniti Fiddi, Haddad, Al Warfali (14' Benoun), Dinda Achchakir, Hafidi (39' Hadraf), Douik Jabroun (71' Shaban), Rahimi, Benhalib | 60' Jabroun                              |
| 16 december 2018 17:00 Stade Mohammed V Casablanca       | 51' Benoun 57' Benhalib 68' Achchakir (p.) 84' Eigen goal CMS 87' Shaban | 1-0 2-0 3-0 4-0 5-0 |                       | Zniti Fiddi, Haddad, Al Warfali (14' Benoun), Dinda Achchakir, Hafidi (39' Hadraf), Douik Jabroun (71' Shaban), Rahimi, Benhalib | 60' Jabroun                              |
| 22 december 2018 15:30 Stade Augustin Monédan Libreville | Centre Mbérie Sportif                                                    | 1-0                 | Raja Casablanca       | Zniti Fiddi, Benoun, Haddad, Dinda (67' Jbira) Douik, Lakohal, Alami (71' Mabidi), Bahi Bouain, Shaban (75' Rahimi)              |                                          |
| 22 december 2018 15:30 Stade Augustin Monédan Libreville | Speler CMS                                                               | 1-0                 |                       | Zniti Fiddi, Benoun, Haddad, Dinda (67' Jbira) Douik, Lakohal, Alami (71' Mabidi), Bahi Bouain, Shaban (75' Rahimi)              |                                          |
| Play off-ronde                                           |                                                                          |                     |                       | |                                          |
| 12 jan 2019 15:00 Sam Nujoma Stadion Windhoek            | African Stars                                                            | 1-1                 | Raja Casablanca       | Zniti Douik (56' Iajour), Benoun, Haddad, Fiddi Achchakir, Hafidi (78' Alami), Bahi Hadraf (68' Lakohal), Rahimi, Benhalib       |                                          |
| 12 jan 2019 15:00 Sam Nujoma Stadion Windhoek            | 42' Handura                                                              |                     | 51' Rahimi            | Zniti Douik (56' Iajour), Benoun, Haddad, Fiddi Achchakir, Hafidi (78' Alami), Bahi Hadraf (68' Lakohal), Rahimi, Benhalib       |                                          |
| 20 jan 2019 17:00 Stade de Marrakech Marrakech           | Raja Casablanca                                                          | 1-0                 | African Stars         | Zniti Boutayeb. Haddad (46' Bahi), Benoun, Fiddi Douik, Achchakir, Hafidi (83' Mabidi), Hadraf Rahimi, Benhalib (73' Iajour)     | 16' Douik 81' Benoun 95' Bahi 95' Rahimi |
| 20 jan 2019 17:00 Stade de Marrakech Marrakech           | 56' Benoun                                                               | 1-0                 |                       | Zniti Boutayeb. Haddad (46' Bahi), Benoun, Fiddi Douik, Achchakir, Hafidi (83' Mabidi), Hadraf Rahimi, Benhalib (73' Iajour)     | 16' Douik 81' Benoun 95' Bahi 95' Rahimi |

## Arab Club Championship
| Arab Club Championship                          |                                       |                |                          | |                                 |
| Wedstrijddetails                                | Thuisploeg                            | Uitslag        | Uitploeg                 | Opstelling | Kaarten                         |
| 1/32e finale                                    |                                       |                |                          | |                                 |
| 10 aug 2018 17:00 Rashid Karami Stadium Zgharta | Salam Zgharta                         | 1-2            | Raja Casablanca          | Zniti Boutayeb, Haddad (55' Al Warfali), Benoun, Jbira Achchakir, Niasse Benhalib, Alami (55' Hafidi), Rahimi Iajour (76' Bahi)      |                                 |
| 10 aug 2018 17:00 Rashid Karami Stadium Zgharta |                                       | 1-0 1-1 1-2    | 64' Iajour 84' Boutayeb  | Zniti Boutayeb, Haddad (55' Al Warfali), Benoun, Jbira Achchakir, Niasse Benhalib, Alami (55' Hafidi), Rahimi Iajour (76' Bahi)      |                                 |
| 29 sept 2018 20:00 Stade Mohammed V Casablanca  | Raja Casablanca                       | 1-1            | Salam Zgharta            | Bouamira Boutayeb, Achchakir, Benoun, Jbira Niasse, Alami, Bahi (50' Hadraf) Bouain, Iajour (67' Rahimi), Jabroun (72' Benhalib)     | 55' Achchakir                   |
| 29 sept 2018 20:00 Stade Mohammed V Casablanca  | 50' Hadraf                            | 1-0 1-1        | 92' Niass                | Bouamira Boutayeb, Achchakir, Benoun, Jbira Niasse, Alami, Bahi (50' Hadraf) Bouain, Iajour (67' Rahimi), Jabroun (72' Benhalib)     | 55' Achchakir                   |
| 1/16e finale                                    |                                       |                |                          | |                                 |
| 29 okt 2018 18:00 Stadion van Ismaïlia Ismaïlia | Ismaily SC                            | 0-0            | Raja Casablanca          | Bouamira Boutayeb, Benoun, Al Warfali, Jbira Niasse, Alami (51' Rahimi), Mabidi Hadraf, Iajour (78' Dinda), Benhalib (66' Hafidi)    | 34' Niasse 54' Jbira 77' Rahimi |
| 29 okt 2018 18:00 Stadion van Ismaïlia Ismaïlia |                                       |                |                          | Bouamira Boutayeb, Benoun, Al Warfali, Jbira Niasse, Alami (51' Rahimi), Mabidi Hadraf, Iajour (78' Dinda), Benhalib (66' Hafidi)    | 34' Niasse 54' Jbira 77' Rahimi |
| 11 dec 2018 20:00 Stade Mohammed V Casablanca   | Raja Casablanca                       | 0-0 (PKO: 4-2) | Ismaily SC               | Bouamira Boutayeb, Benoun, Al Warfali (77' Jabroun), Dinda (70' Jbira) Mabidi (77' Iajour), Achchakir, Niasse Hafidi, Rahimi, Hadraf |                                 |
| 11 dec 2018 20:00 Stade Mohammed V Casablanca   | Hafidi Benoun Rahimi Achchakir Hadraf | PEN:           | ISM                      | Bouamira Boutayeb, Benoun, Al Warfali (77' Jabroun), Dinda (70' Jbira) Mabidi (77' Iajour), Achchakir, Niasse Hafidi, Rahimi, Hadraf |                                 |
| Achtste finale                                  |                                       |                |                          | |                                 |
| 26 jan 2019 17:00 Stade Moulay Abdellah Rabat   | Raja Casablanca                       | -              | Étoile Sportive du Sahel | |                                 |
| 26 jan 2019 17:00 Stade Moulay Abdellah Rabat   |                                       |                |                          | |                                 |
| 8 feb 2019 15:00 nnb                            | Étoile Sportive du Sahel              | -              | Raja Casablanca          | |                                 |
| 8 feb 2019 15:00 nnb                            |                                       |                |                          | |                                 |

## Statistieken Raja Casablanca 2018/2019

### Tussenstand Raja Casablanca in deBotola Maroc Telecom2018 / 2019
| Stand | Gespeeld | Gewonnen | Gelijk | Verloren | Punten | Doelpunten voor | Doelpunten tegen | Gele kaarten | Rode kaarten |
| ----- | -------- | -------- | ------ | -------- | ------ | --------------- | ---------------- | ------------ | ------------ |
| 7e    | 12       | 4        | 6      | 2        | 18     | 18              | 10               | 31           | 3            |

### Topscorers
| #      | Naam             | Goal |
| ------ | ---------------- | ---- |
| 1.     | Mouhcine Iajour  | 6    |
| 2.     | Abdelilah Hafidi | 3    |
| 3.     | Zakaria Hadraf   | 2    |
| 3.     | Mahmoud Benhalib | 2    |
| 4.     | Omar Boutayeb    | 1    |
| 4.     | Anas Jabroun     | 1    |
| 4.     | Soufiane Rahimi  | 1    |
| 4.     | Saifeddine Alami | 1    |
| 4.     | Ibrahima Niasse  | 1    |
| 4.     | Badr Benoun      | 1    |
| 4.     | Ayoub Nanah      | 1    |
| Totaal | Totaal           | 20   |

| #      | Naam             | Goal |
| ------ | ---------------- | ---- |
| 1.     | Abdelilah Hafidi | 3    |
| 2.     | Mouhcine Iajour  | 1    |
| 2.     | Mahmoud Benhalib | 1    |
| 2.     | Badr Benoun      | 1    |
| Totaal | Totaal           | 6    |

| #      | Naam                  | Goal |
| ------ | --------------------- | ---- |
| 1.     | Mahmoud Benhalib      | 12   |
| 2.     | Mouhcine Iajour       | 6    |
| 3.     | Zakaria Hadraf        | 5    |
| 4.     | Soufiane Rahimi       | 4    |
| 5.     | Abdelilah Hafidi      | 2    |
| 6.     | Badr Benoun           | 1    |
| 6.     | Lema Mabidi           | 1    |
| 6.     | Mohamed Khaldane      | 1    |
| 6.     | Oladuntoye (EFC) (OG) | 1    |
| Totaal | Totaal                | 33   |

| #      | Naam                        | Goal |
| ------ | --------------------------- | ---- |
| 1.     | Badr Benoun                 | 2    |
| 2.     | Mahmoud Benhalib            | 1    |
| 2.     | Soufiane Rahimi             | 1    |
| 2.     | Abderrahim Achchakir        | 1    |
| 2.     | Muhammad Shaban             | 1    |
| 2.     | Eigen doelpunt tegenstander | 1    |
| Totaal | Totaal                      | 8    |

| #      | Naam            | Goal |
| ------ | --------------- | ---- |
| 1.     | Omar Boutayeb   | 1    |
| 1.     | Mouhcine Iajour | 1    |
| 1.     | Zakaria Hadraf  | 1    |
| Totaal | Totaal          | 3    |

### Kaarten
| #      | Naam                 |    |
| ------ | -------------------- | -- |
| 1.     | Soufiane Rahimi      | 5  |
| 2.     | Badr Benoun          | 3  |
| 2.     | Mohamed Douik        | 3  |
| 2.     | Ilias Haddad         | 3  |
| 3.     | Salaheddine Bahi     | 2  |
| 3.     | Mouhcine Iajour      | 2  |
| 3.     | Omar Boutayeb        | 2  |
| 4.     | Saifeddine Alami     | 1  |
| 4.     | Abdelilah Hafidi     | 1  |
| 4.     | Ibrahima Niasse      | 1  |
| 4.     | Lema Mabidi          | 1  |
| 4.     | Hassan Bouain        | 1  |
| 4.     | Sanad Al Warfali     | 1  |
| 4.     | Abderrahim Achchakir | 1  |
| 4.     | Mahmoud Benhalib     | 1  |
| 4.     | Muller Dinda         | 1  |
| Totaal | Totaal               | 31 |

| #      | Naam   |   |
| ------ | ------ | - |
| 1.     | -      | - |
| Totaal | Totaal | - |

| #      | Naam           |   |
| ------ | -------------- | - |
| 1.     | Badr Benoun    | 2 |
| 2.     | Zakaria Hadraf | 1 |
| Totaal | Totaal         | 3 |

### Punten per speelronde
| Speelronde | 1 | 2 | 3 | 4 | 5 | 6 | 7 | 8 | 9 | 10 | 11 | 12 | 13 | 14 | 15 | 16 | 17 | 18 | 19 | 20 | 21 | 22 | 23 | 24 | 25 | 26 | 27 | 28 | 29 | 30 |
| ---------- | - | - | - | - | - | - | - | - | - | -- | -- | -- | -- | -- | -- | -- | -- | -- | -- | -- | -- | -- | -- | -- | -- | -- | -- | -- | -- | -- |
| Punten     | 3 | 1 | 1 | 3 | 1 | 0 | 3 | 3 | 1 | 1  | 0  | 1  | 3  | –  | –  | –  | –  | –  | –  | –  | –  | –  | –  | –  | –  | –  | –  | -  | -  | -  |

### Punten na speelronde
| Speelronde | 1 | 2 | 3 | 4 | 5 | 6 | 7  | 8  | 9  | 10 | 11 | 12 | 13 | 14 | 15 | 16 | 17 | 18 | 19 | 20 | 21 | 22 | 23 | 24 | 25 | 26 | 27 | 28 | 29 | 30 |
| ---------- | - | - | - | - | - | - | -- | -- | -- | -- | -- | -- | -- | -- | -- | -- | -- | -- | -- | -- | -- | -- | -- | -- | -- | -- | -- | -- | -- | -- |
| Punten     | 3 | 4 | 5 | 8 | 9 | 9 | 12 | 15 | 16 | 17 | 17 | 18 | 21 | –  | –  | –  | –  | –  | –  | –  | –  | –  | –  | –  | –  | –  | –  | –  | –  | –  |

### Stand na speelronde
| Speelronde | 1  | 2   | 3   | 4  | 5  | 6   | 7   | 8  | 9  | 10 | 11 | 12 | 13 | 14 | 15 | 16 | 17 | 18 | 19 | 20 | 21 | 22 | 23 | 24 | 25 | 26 | 27 | 28 | 29 | 30 |
| ---------- | -- | --- | --- | -- | -- | --- | --- | -- | -- | -- | -- | -- | -- | -- | -- | -- | -- | -- | -- | -- | -- | -- | -- | -- | -- | -- | -- | -- | -- | -- |
| Stand      | 1e | 10e | 14e | 7e | 7e | 15e | 14e | 8e | 7e | 6e | 7e | 7e | 4e | –e | –e | –e | –e | –e | –e | –e | –e | –e | –e | –e | –e | –e | –e | -e | -e | -e |

### Doelpunten per speelronde
| Speelronde | 1 | 2 | 3 | 4 | 5 | 6 | 7 | 8 | 9 | 10 | 11 | 12 | 13 | 14 | 15 | 16 | 17 | 18 | 19 | 20 | 21 | 22 | 23 | 24 | 25 | 26 | 27 | 28 | 29 | 30 | Totaal |
| ---------- | - | - | - | - | - | - | - | - | - | -- | -- | -- | -- | -- | -- | -- | -- | -- | -- | -- | -- | -- | -- | -- | -- | -- | -- | -- | -- | -- | ------ |
| Doelpunten | 6 | 1 | 1 | 2 | 0 | 0 | 3 | 2 | 1 | 1  | 0  | 1  | 2  | –  | –  | –  | –  | –  | –  | –  | –  | –  | –  | –  | –  | –  | –  | –  | –  | –  | 20     |

## Transfers
|                      | Naam              | Positie      | Oude club                | Land        | Periode   | Transfersom |
|                      | Transfers         | Transfers    | Transfers                | Transfers   | Transfers | Transfers   |
| -------------------- | ----------------- | ------------ | ------------------------ | ----------- | --------- | ----------- |
| Vlag van Marokko     | Zakaria El Wardi  | Middenvelder | Moghreb Athletic Tétouan | Marokko     | Winter    |             |
| Vlag van Marokko     | Ayoub Nanah       | Aanvaller    | Difaa El Jadida          | Marokko     | Winter    |             |
| Vlag van Kameroen    | Fabrice Gael Ngah | Verdediger   | Difaa El Jadida          | Marokko     | Winter    |             |
| Vlag van Gabon       | Muller Dinda      | Verdediger   | AS MangaSport            | Gabon       | Zomer     |             |
| Vlag van Oeganda     | Muhammad Shaban   | Aanvaller    | Kampala FC               | Oeganda     | Zomer     |             |
| Vlag van Libië       | Sanad Al Warfali  | Verdediger   | Al Ahly Tripoli          | Libië       | Zomer     | Gehuurd     |
| Vlag van Nederland   | Ilias Haddad      | Verdediger   | FAR Rabat                | Marokko     | Zomer     |             |
| Vlag van Marokko     | Saifeddine Alami  | Middenvelder | Paris FC                 | Frankrijk   | Zomer     |             |
| Vlag van Marokko     | Soufiane Rahimi   | Aanvaller    | Étoile de Casablanca     | Marokko     | Zomer     |             |
| Vlag van Marokko     | Salaheddine Bahi  | Middenvelder | Chabab Ben Guerir        | Marokko     | Zomer     |             |
| Vlag van Zwitserland | Amine Erroubti    | Middenvelder | FC Azzurri 90 Lausanne   | Zwitserland | Zomer     |             |
| Vlag van Marokko     | Anas Jabroun      | Aanvaller    | Moghreb Athletic Tétouan | Marokko     | Zomer     |             |
| Vlag van Senegal     | Ibrahima Niasse   | Middenvelder | Levadiakos               | Griekenland | Zomer     |             |
|                      | Einde Verhuur     |              |                          |             |           |             |
| Vlag van Marokko     | Zouhair El Ouasli | Aanvaller    | Moghreb Athletic Tétouan | Marokko     | Winter    |             |
| -                    | -                 | -            | -                        | -           | -         | -           |
| -                    | -                 | -            | -                        | -           | -         |             |
| -                    | -                 | -            | -                        | -           | -         |             |
| -                    | -                 | -            | -                        | -           | -         |             |

| -                                      | Naam                | Positie      | Nieuwe club         | Land        | Periode   | Transfersom |
|                                        | Transfers           | Transfers    | Transfers           | Transfers   | Transfers | Transfers   |
| -------------------------------------- | ------------------- | ------------ | ------------------- | ----------- | --------- | ----------- |
| Vlag van Gabon                         | Muller Dinda        | Verdediger   |                     |             | Winter    |             |
| Vlag van Zwitserland                   | Amine Erroubti      | Verdediger   |                     |             | Zomer     |             |
| Vlag van Marokko                       | Zakaria Lahlali     | Middenvelder | Olympique Safi      | Marokko     | Zomer     |             |
| Vlag van Marokko                       | Zouhair El Ouasli   | Aanvaller    | Olympique Khouribga | Marokko     | Zomer     |             |
| Vlag van Marokko                       | Abdelkabir El Ouadi | Aanvaller    | Ittihad Tanger      | Marokko     | Zomer     | -           |
| Vlag van Centraal-Afrikaanse Republiek | Hilaire Momi        | Aanvaller    | nnb                 | nnb         | Zomer     | -           |
| Vlag van Marokko                       | Adil Karrouchy      | Verdediger   | Gestopt             | Gestopt     | Zomer     | -           |
| Vlag van Marokko                       | Ismail Benlamaalem  | Verdediger   | nnb                 | nnb         | Zomer     |             |
| Vlag van Marokko                       | Mounir Obbadi       | Middenvelder | Stade Lavallois     | Frankrijk   | Zomer     |             |
| Vlag van Marokko                       | Abdeladim Khadrouf  | Middenvelder | nnb                 | nnb         | Zomer     |             |
| -                                      | -                   | -            | -                   | -           | -         |             |
|                                        | Verhuur             |              |                     |             |           |             |
| Vlag van Marokko                       | Hassan Bouain       | Aanvaller    | Marokko             | Maghreb Fez | Winter    | Verhuurd    |
| -                                      | -                   | -            | -                   | -           | -         |             |
| -                                      | -                   | -            | -                   | -           | -         |             |